# Inoubliable
Inoubliable, född 6 mars 2018, är en fransk varmblodig travhäst. Hon tränades av Philippe Moulin och kördes oftast av Éric Raffin eller Jean-Philippe Dubois.
Hon började tävla 2018 och inledde med en tredjeplats för att därefter ta sin första seger i sjundestarten. Hon sprang under sin karriär in 521 110 euro på 43 starter varav 8 segrar, 5 andraplatser och 4 tredjeplats.
Inoubliable tog karriärens största segrar i Prix Gélinotte (2021) och Prix Roquépine (2021). Samt segrat i Prix Ozo (2021), Prix Annick Dreux (2021), Prix Paul Leguerney (2022) och Prix Gaston de Wazières (2022) och på andraplats i Prix Masina (2021), Prix Raymond Fouard (2022). Samt på tredjeplats i Grand Prix l'UET (2022), Prix Marcel Laurent (2022) och Prix de Croix (2023).

## Statistik
| Statistik för Inoubliable (Ref.) | Statistik för Inoubliable (Ref.) | Statistik för Inoubliable (Ref.) | Statistik för Inoubliable (Ref.) | Statistik för Inoubliable (Ref.) | Statistik för Inoubliable (Ref.) |
| -------------------------------- | -------------------------------- | -------------------------------- | -------------------------------- | -------------------------------- | -------------------------------- |
| Starter                          | Placeringar                      | Startprissumma                   | Segerprocent                     | Platsprocent                     | Rekord                           |
| 43                               | 8-5-4                            | 521 110 euro                     | 19 %                             | 40 %                             | 1.10,8ak,                        |

### Större segrar
| År   | Lopp                    | Kusk                 | Vinstbelopp | Grupp   |
| ---- | ----------------------- | -------------------- | ----------- | ------- |
| 2021 | Prix Gélinotte          | Jean-Philippe Dubois | 54 000 EUR  | Grupp 2 |
| 2021 | Prix Roquépine          | Jean-Philippe Dubois | 54 000 EUR  | Grupp 2 |
| 2021 | Prix Ozo                | Jean-Philippe Dubois | 54 000 EUR  | Grupp 2 |
| 2021 | Prix Annick Dreux       | Jean-Philippe Dubois | 54 000 EUR  | Grupp 2 |
| 2022 | Prix Paul Leguerney     | Éric Raffin          | 54 000 EUR  | Grupp 2 |
| 2022 | Prix Gaston de Wazières | Éric Raffin          | 54 000 EUR  | Grupp 2 |